# Joachim Weidmann
Joachim Weidmann (* 2. Oktober 1939 in Eßlingen am Neckar) ist ein deutscher Mathematiker und Hochschullehrer an der Johann Wolfgang Goethe-Universität Frankfurt.

## Leben
Von 1946 bis 1953 besuchte er die Volksschule Westhausen im Kreis Aalen und von 1953 bis 1958 das  Aufbaugymnasium Schwäbisch Gmünd mit Abitur im März 1958. Danach folgte ein Mathematikstudium an der TH Stuttgart (1958–1959) und an der Universität Heidelberg (1959–1964), wo er im März 1964 bei Konrad Jörgens sein Diplom abschloss. Nach einem Auslandsaufenthalt am Courant Institute (August 1964 – Mai 1965) promovierte er 1966 in Heidelberg bei Konrad Jörgens zum Thema Zur Spektraltheorie von Sturm-Liouville-Operatoren. Im Jahre 1968 wechselte er an die Universität München, wo er sich 1969 habilitierte. Ab April 1971 war er Professor an der Johann Wolfgang Goethe-Universität Frankfurt. Dort übernahm er mehrfach das Amt des Dekans des Fachbereich Mathematik (1976–1978, 1989–1990, 1999–2000) und des Vizepräsidenten (1990–1994). 1994 führte Weidmann, da die Neuwahlen gescheitert waren, mehrere Monate lang die Amtsgeschäfte des Präsidenten der Universität Frankfurt.

## Werk
Die bedeutendsten seiner mathematischen Leistungen sind die Arbeiten zum absolut stetigen Spektrum und zur Oszillationstheorie von Sturm-Liouville-Operatoren.

## Schriften (Auswahl)
- Lineare Operatoren in Hilberträumen. Teil II.  Anwendungen. Mathematische Leitfäden. B. G. Teubner, Stuttgart, 2003.
- Lineare Operatoren in Hilberträumen. Teil I. Grundlagen. Mathematische Leitfäden. B. G. Teubner, Stuttgart, 2000.
- Spectral theory of ordinary differential operators. Lecture Notes in Mathematics, 1258. Springer-Verlag, Berlin, 1987.
- Linear Operators in Hilbert Spaces. Graduate Texts in Mathematics, 68. Springer-Verlag, New York-Berlin, 1980.
- Lineare Operatoren in Hilberträumen. Mathematische Leitfäden. B. G. Teubner, Stuttgart, 1976.